# 밤색
밤색은 갈색과 자주색이 혼합된 색으로, 밤 열매의 표면 색과 비슷하다 하여 이름이 붙여졌다. 네이버 국어사전에서는 밤색을 '여문 밤의 겉껍데기 빛깔과 같이 검은색을 띤 갈색' 이라 정의하고 있다.

## 어원

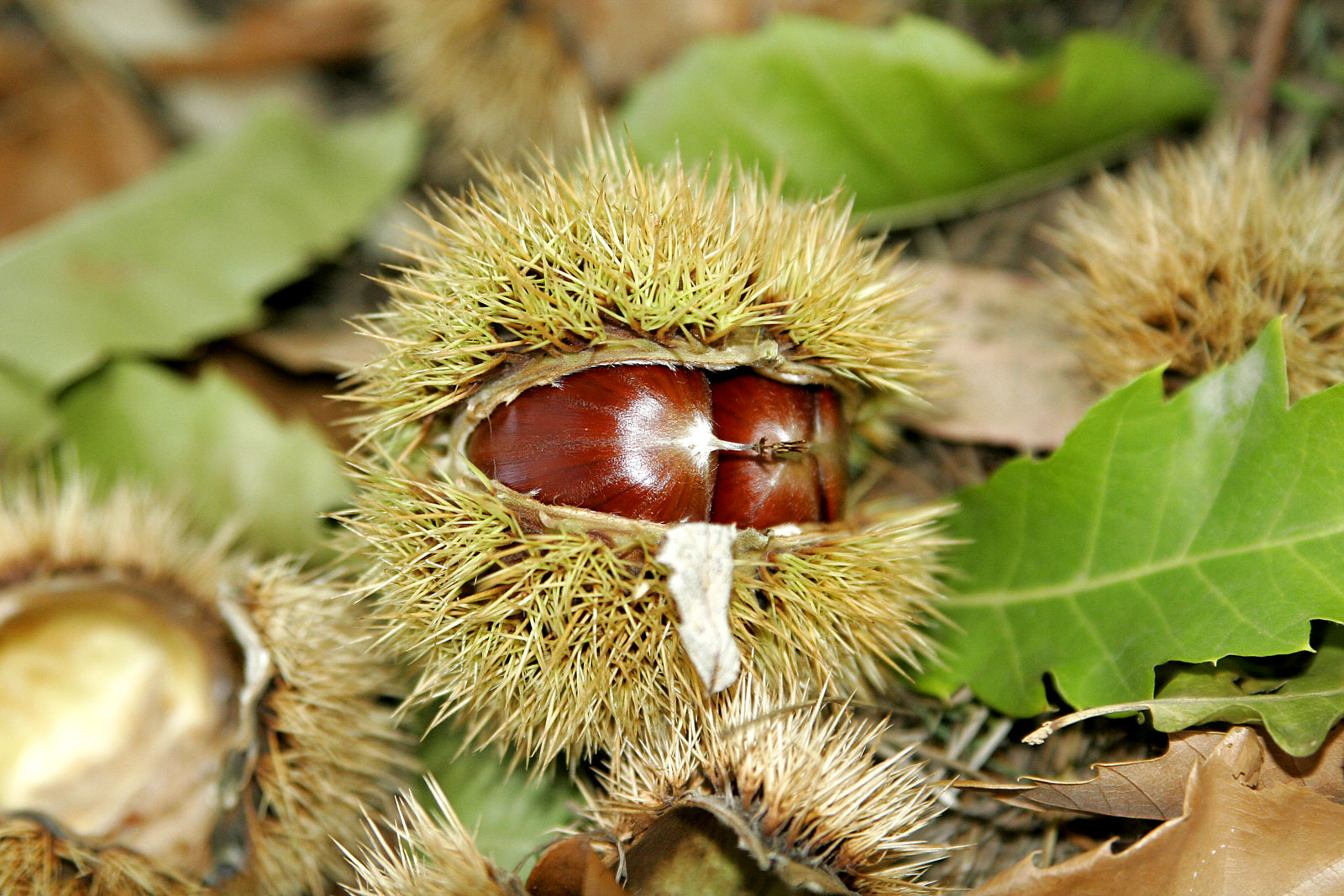
밤

밤색이란 말은 말 그대로 밤나무 열매의 색에서 비롯한다.

## 종류

### 밝은 고동색
오른쪽에 밝은 고동색이 있다. 빨간색과 도홍색의 중간색이다.

### 짙은 고동색(maroon (X11))
오른쪽에 있는 색상은 짙은 고동색이다. 즉 maroon이 X11 color names에서 정의되면서 이 색상은 보다 밝고 도홍색보다 옅은 색상을 가리킨다.
Color names that clash between X11 and HTML/CSS 차트로 X11 색상과 HTML/CSS 색상의 차이점을 알 수 있다.

### 암적색
오른쪽에 있는 색은 웹 색상인 암적색이다. 카타르 국기 오른쪽 부분의 색이 바로 암적색이다.

### UP 고동색
오른쪽에 있는 UP 고동색은 필리핀 대학교의 공식 색상으로 쓰이며 그로 인해 UP 고동색(University of the Philippines)이라는 이름을 갖게 되었다. 이 색은 대학교의 인장으로 사용하기 위해 인가받은 색상이다.

## 같이 보기
- 색 목록